# Anterhynchium madecassum
Anterhynchium madecassum är en stekelart som först beskrevs av Henri Saussure 1852.  Anterhynchium madecassum ingår i släktet Anterhynchium och familjen Eumenidae. Inga underarter finns listade i Catalogue of Life.